# کیهان‌شناسی هندو
در کیهان‌شناسی هندو جهان به شکل چرخه‌ای ایجاد و نابود می‌شود. متون ادبیات هندو مانند وداها و پورانه‌ها به آفرینش جهان اشاره می‌کنند. این متون به جنبه‌های تکامل و اخترشناسی و غیره می‌پردازند.
گاه‌شمار و کیهان‌شناسی هندو نزدیک‌ترین به گاه‌شمارهای مدرن علمی است.
و حتی فراتر از آنها ممکن است چنین مفهومی را پیشنهاد دهد که مهبانگ سرآغاز همه‌چیز نیست،
بلکه تنها آغاز چرخه کنونی است که که بی‌نهایت جهان دیگر در چرخه‌های پیش از آن بوده‌اند و بی‌نهایت جهان دیگر در چرخه‌های بعد از آن خواهند بود.